# Louis Couturat

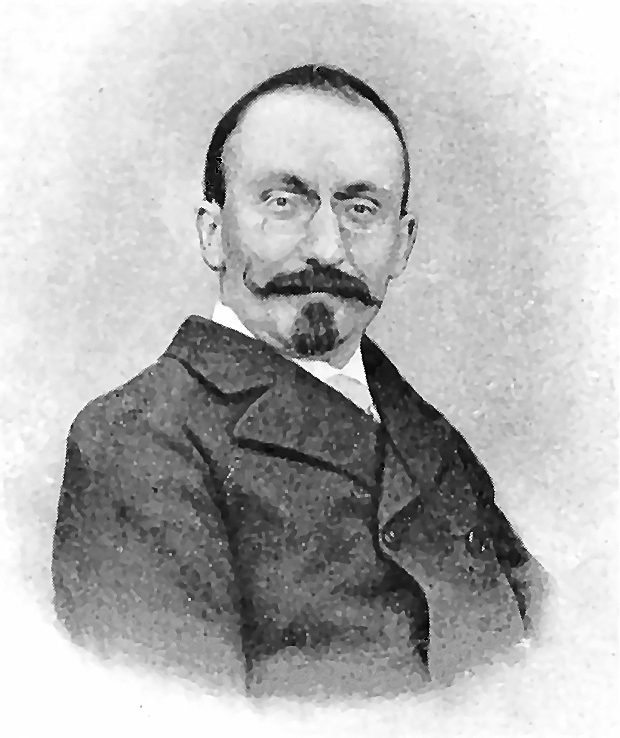
Louis Couturat

Louis Couturat (Parijs, 17 januari 1868 – Ris-Orangis, 3 augustus 1914) was een Franse filosoof, logicus, wiskundige en linguïst.
Couturat werd onderwezen in filosofie en wiskunde op de école normale supérieure. Hij was professor op de universiteit van Toulouse, en later op het Collège de France.
Hij was de voorvechter in Frankrijk van symbolische logica, die op kwam zetten in de jaren voor de Eerste Wereldoorlog, dankzij de werken van Charles Peirce, Giuseppe Peano en zijn school, en in het bijzonder de Principia Mathematica van Alfred North Whitehead en Couturats vriend Bertrand Russell. Net als Russell en Whitehead zag Couturat de symbolische logica als een werktuig om zowel de wiskunde als de filosofie daarvan te bevoreren. Hierin ondervond hij tegenstand van Henri Poincaré, die zich onnoemelijk leek te storen aan Couturats pogingen om de Fransen te interesseren voor symbolische logica. Achteraf bekeken kunnen we zien dat de ideeën van Couturat in grote mate overeenstemden met het logicisme van Russell en Whitehead, terwijl Poincaré meer neigde naar het intuïtionisme van Brouwer.
Zijn eerste uitgave was Couturat (1896). In 1901 publiceerde hij La Logique de Leibniz, een gedetailleerde studie van de logicus Gottfried Wilhelm Leibniz, gebaseerd op zijn onderzoek naar de Leibniz Nachlass in Hannover. Hoewel Leibniz in 1706 gestorven was, werd zijn nachlass pas gecatalogiseerd in 1895. Toen werd het pas mogelijk om de omvang van Leibniz' werk over logica in te schatten. In 1903 publiceerde Couturat veel van dit werk in een ander dik boek, zijn Opuscules et Fragments Inedits de Leibniz, waarin veel van de documenten stonden die hij had bestudeerd toen hij zijn La Logique aan het schrijven was. Couturat was op die manier de eerste die besefte dat Leibniz de grootste logicus was gedurende de 2000 jaar die  liggen tussen Aristoteles en mensen als George Boole  en Augustus De Morgan. Een aanzienlijk deel van de opleving van het werk van Leibniz in de 20e eeuw komt voort uit de inspanning van Couturat. Dit werk over Leibniz trok de aandacht van Russell, die ook een boek over Leibniz' werk had geschreven, en zo begon hun professionele briefwisseling en vriendschap.
In 1905 Publiceerde Couturat een vertaling van Russells Principes van de Mathematica, met een commentaar over de ontluikende logica en wiskunde van die tijd, en L'Algèbre de la logique, een klassieke inleiding in de algebraïsche logica van George Boole, Charles Peirce en Ernst Schröder.
In 1907 hielp Couturat mee aan de creatie van de kunsttaal Ido, een afstammeling van Esperanto, en was de rest van zijn leven de voornaamste voorvechter van Ido. Door te pleiten voor een Internationale Hulptaal, die ontworpen was volgens logische principes en met een woordenschat die ontleend werd aan Bestaande Europese talen, liep het werk van Couturat parallel aan Giuseppe Peano's pleidooi voor Interlingua. Door Ido te propageren, trad Couturat in feite in de voetstappen van Leibniz: Leibniz had gepleit voor het scheppen van een universele symbolische en conceptuele taal die hij de Characteristica universalis noemde.
Ironisch genoeg werd deze overtuigde pacifist een van de eerste burgerslachtoffers van de Eerste Wereldoorlog: hij stierf toen zijn auto botste met een auto die orders voor de mobilisatie van het Franse leger vervoerde.

## Verwijzingen
- Primaire literatuur:
  - 1896 De Platonicis mythis Thesim Facultati Litterarum Parisiensi proponebat Ludovicus Couturat, Scholae Normalae olim alumnus. Parisiis: Edebat Felix Alcan Bibliopola. MDCCCXCVI. 120 p.
  - 1975 (1896). De l'Infini mathématique. Georg Olms.
  - 1961 (1901). La Logique de Leibniz. Georg Olms.
  - 1966 (1903). Opuscules et Fragments Inedits de Leibniz. Georg Olms.
  - 1965 (1905). Les Principes des Mathematiques. Georg Olms.
  - 1905.  L'Algèbre de la logique. Jourdain, P.E.B., trans., 1914.
- Secundaire literatuur:
  - 1983. L'oeuvre de Louis Couturat. Presses de l'Ecole Normale Superieure.
  - Ivor Grattan-Guinness, 2000. The Search for Mathematical Roots 1870-1940. Princeton Uni. Press. Bibliografie omvat 27 onderwerpen van Couturat.

- Bibsys: 90326437
- Biblioteca Nacional de España: XX1128039
- Bibliothèque nationale de France: cb122789479 (data)
- Catàleg d'autoritats de noms i títols de Catalunya: 981058514434606706
- CiNii: DA01446526
- Gemeinsame Normdatei: 116705639
- International Standard Name Identifier: 0000 0000 8153 6886
- Library of Congress Control Number: n83048110
- Mathematics Genealogy Project: 59101
- Nationale Bibliotheek van Tsjechië: skuk0002113
- Nationale bibliotheek van Australië: 35031681
- Nationale Bibliotheek van Israël: 987007274396105171
- Nationale Bibliotheek van Polen: a0000002881230
- Nederlandse Thesaurus van Auteursnamen: 069977658
- LIBRIS: 256165
- SNAC: w6xn2krd
- Système universitaire de documentation: 031607209
- Trove: 804427
- Virtual International Authority File: 73914289
- WorldCat: E39PBJcKKqxDj49pyWpTVfX68C